# Gonomyia (Leiponeura) bougainvilleae
Gonomyia (Leiponeura) bougainvilleae is een tweevleugelige uit de familie steltmuggen (Limoniidae). De soort komt voor in het Australaziatisch gebied.